# Музыкальная энциклопедия
«Музыкальная энциклопедия» (1973—1982) — шеститомное научно-справочное издание по музыке, выпущенное в СССР издательствами «Советская энциклопедия» и «Советский композитор». Содержит около 7000 статей по вопросам музыкальной эстетики, истории и теории музыки, акустики, исполнения, стилей, школ, жанров и форм. В 2006 году была издана на CD издательством «ДиректМедиа» (ISBN 5-94865-152-5).
Главный редактор — советский музыковед, доктор искусствоведения, заслуженный деятель искусств РСФСР Юрий Келдыш (1907—1995).

## Содержание томов
- Музыкальная энциклопедия : [в 6 т.] / гл. ред. Ю. В. Келдыш. — М. : Советская энциклопедия : Советский композитор, 1973—1982. — (Энциклопедии. Словари. Справочники).
  - Т. 1 (1973). А — Гонг. — 1072 стб., илл. — 102 000 экз.
  - Т. 2 (1974). Гондольера — Корсов. — 960 стб., илл. — 102 000 экз.
  - Т. 3 (1976). Корто — Октоль. — 1104 стб., илл. — 102 000 экз.
  - Т. 4 (1978). Окунев — Симович. — 976 стб., илл. — 102 200 экз.
  - Т. 5 (1981). Симон — Хейлер. — 1056 стб., илл. — 102 200 экз.
  - Т. 6 (1982). Хейнце — Яшугин. — 1008 стб., илл. — 102 245 экз.